# Luca Attanasio meggyilkolása
2021. február 22-én megölték Luca Attanasiót, a Kongói Demokratikus Köztársaságba akkreditált olasz nagykövetet, mikor a Világélelmezési Program delegációja terepre ment, és fegyveres megtámadták őket. A két autóból álló, hét embert szállító konvoj a kongói Észak-Kivu tartományban haladt a kormányzóság központjából, Gomából az onnét 70 kilométerre lévő Rutshuruba, ahol a WFP-nek van egy iskolai étkeztetési programja. Az út során a tervek szerint áthaladtak a Virunga Nemzeti Parkon. Luca Attanasio nagykövet volt a három megölt férfi egyike. A támadásra helyi idő szerint 10:15-kor került sor Kibumba és Kanyamahoro közelében. A WFP ás Észak-Kivu kormányzója, Carly Nzanzu elmondta, hogy a konvojnak nem volt biztonsági kísérete a rámadás idejében.

## Támadás
Az Attanasio nagykövetet szállító konvoj a 2-es nemzeti úton haladt a Virunga Nemzeti Parkon keresztül, mikor felfegyverzett férfiak állították meg őket. A támadók egy embert a helyszínen megöltek, aki a kongói ENSZ-sofőr, Mustapha Milambo volt. A delegáció többi tagját az egyik eltérítő egy bokros területre vezette, ahol tűzharc bontakozott ki. Attanasio nagykövet és a titkára, egy 30 éves karabélyos, Vittorio Iacovacci itt súlyosan megsebesült más, a konvojban utazó személyekkel együtt. Attanasiót hasbalőtték, és miközben Gomába kórházba szállították, belehalt a sebesüléseibe. Alberto Pioletti ügyész szerint a boncolás eredményei arra utalnak, hogy Attanasiót és Iacovaccit sokkal inkább tűzharc közben ölték meg, semmint kivégezték őket.

## Nemzetközi reakciók
Attanasio és Iacovacci holttesttét katonai repülőgépen repatriálták, megérkezéskor pedig Mario Draghi fogadta azokat a leszállópályán egy kisebb ceremónia keretében. Draghi arra kérte az ENSZ-t és a Világélelmezési Programot, hogy indítsanak vizsgálatot az ügyben. Félix Tshisekedi, a Kongói Demokratikus Köztársaság elnöke levelet küldött Attanasio özvegyének, Zakia Seddikinek, melyben azt írta, hogy a kormány Gonában megkezdte a vizsgálatot, „így amilyen gyorsan csak lehet, fény derül az ilyen kegyetlen bűncselekményekre.” Luigi Di Maio olasz külügyminiszter azt mondta, „a támadás körülményeit még nem világosak, és minden erőforrást vecetnek abban érdekében, fény derüljön rá, mi történt.” Egy olasz csoport Gonába ment, akik a Rómában megindított ügyészi vizsgálat keretei között dolgoznak a terepen. Sok olasz újság címlapon emlékezett meg a halottakról. A torinoi La Stampa fő híre ez volt: "Luca és Vittorio. Olaszország legjobbjai." Ferenc pápa bánatát fejezte ki amiatt, mert „a béke és törvényesség ezen hősei elmentek.” A kongói hatóságok szerint a Ruanda Felszabadításáért Demokratikus Erők állhatnak a gyilkosság hátterében, ők viszont tagadták, hogy közük lenne a támadáshoz, és el is ítélték azt.

## Mwilanya Asani William meggyilkolása
2021. március 5-én Mwilanya Asani Williamet, az ügyészt, aki vizsgálta a három férfi halálát, ismeretlen férfiak megölték egy összecsapásban.